# Philip D'Antoni
Philip D'Antoni (19 de febrero de 1929 – 15 de abril de 2018) fue un productor de cine y televisión estadounidense conocido principalmente por haber ganado el Óscar a la mejor película por The French Connection (1971) y Bullitt (1968).

## Biografía
D'Antoni estudió en el Evander Childs High School en el Bronx. Sirvió en el ejército de los Estados Unidos de 1946 a 1948 durante la ocupación de Japón. Finalmente fue asignado a Servicios Especiales, donde entretuvo a las tropas participando en producciones teatrales. Después de hacer el servicio militar, fue a la Universidad de Fordham de 1948 a 1950, donde trabajó de día y estudió de noche, graduándose en la administración de empresas.
D'Antoni comenzó su carrera en televisión produciendo los especiales de Sophia Loren en Rome, Elizabeth Taylor en Londres y Melina Mercouri en Grecia.
Produjo Bullitt en 1968. En 1971, produjo The French Connection, por el que consiguió el Óscar a la mejor película. En 1973, produjo y dirigió The Seven-Ups. Tras The Seven-Ups, D'Antoni, quien poseía los derechos de French Connection II y la novela Cruising de Gerald Walker, abandonó el cine y se dedicó a la producción televisiva, donde disfrutó de un lucrativo contrato con NBC.
Los dramas policiales de D'Antoni se caracterizan por una perspectiva fría, cruda y "callejera" con estilo documental, a menudo filmados durante los sombríos meses del invierno neoyorquino, y ofrecen al espectador una sensación realista, y a menudo peligrosa, de estar en el lugar, en lugar de utilizar localizaciones glamurosas o sets prefabricados.

## Premios y reconocimientos
Premios Óscar
| Año  | Categoría      | Trabajo nominado      | Resultado |
| ---- | -------------- | --------------------- | --------- |
| 1972 | Mejor Película | The French Connection | Ganador   |